# Selaya
Selaya è un comune spagnolo di 2 003 abitanti situato nella comunità autonoma della Cantabria.
Il comune sorge nel punto in cui il fiume Pas riceve le acque dell'affluente Pisueña, tutto circondato da montagne. È costituito da quattro nuclei abitati: Bustanegua, Campillo, Pisueña, e Selaya che dà il nome al municipio ed è il capoluogo, in cui si trovano i centri industriali e dei servizi, ha 1 557 abitanti ed è a 36 km da Santander, capitale della regione autonoma di Cantabria.
A differenza della maggior parte dei comuni cantabrici dell'interno, Selaya non ha subito nel secolo scorso diminuzioni vistose del numero di abitanti oscillando questo intorno alle 2 000 unità. L'attività principale della popolazione è nel settore terziario dei servizi commerciali ed amministrativi, in sostanziale parità quella dell'edilizia e dell'industria con l'agro pastorale, che rimane un comparto importante dell'economia locale votato soprattutto all'allevamento vaccino latteo, che fornisce la materia prima alle numerose piccole industrie e imprese artigiane dedite alla trasformazione del latte, costituenti il tessuto industriale del comune.

## Storia
Anche se non esistono siti archeologici preistorici nel territorio comunale, si può affermare sulla base di quelli esistenti nei comuni confinanti che in questa zona le prime presenze umane risalgono all'età del bronzo e del ferro. La storia documentata inizia dal medioevo quando questo territorio faceva parte amministrativamente da Carriedo nella Marindad de las Asturias de Santillana di cui si ha notizia precedentemente al 1000. In un documento datato al 968 si ha notizia che il conte Ferdinando Gonzales aveva dei possedimenti in questi luoghi che a partire dagli inizi dell'XI secolo furono dipendenti dal Monasterio de San Martin di Aguilar e più tardi da casate nobili locali. Il regime vigente era infatti quello della behetria nel quale le popolazioni ricevevano protezione dietro concessione dell'intero o di parte del territorio ad un signore al quale pagavano un tributo per potere continuare ad usufruirne o divenendo suoi coloni. Queste concessioni inizialmente erano legate alla vita del signore ma, col tempo, divennero ereditarie trasformandosi in signorie di una famiglia.
Le famiglie che fruirono di questi regime furono quelle dei Castañeda e dei de la Vega che presto si trovarono in conflitto fra loro per la supremazia sulle valli del Toranzo e di Carriedo. Alla fine del XIII secolo esercitava il potere su Selaya la famiglia dei Lara da cui discesero i de la Vega, mentre i Castañeda esercitavano la signoria sulla valle del Toranzo e su parte del Carriedo. La casata però si estinse e la signoria passò a Tello di Castiglia, Conte di Biscaglia ed Aguilar, discendente da Alfonso XI re di Castiglia. Suo figlio Juan Téllez de Castilla ereditò le contee di Aguilar e di Campoo e sposò Leonor de la Vega. La figlia Aldonza Tellez ereditò tutto e sposò Garcia Fernandez Manrique che divenne così signore di Aguilar de Campoo poi fatta marchesato a partire dal 1429 e, per privilegio concessogli dal re Giovanni II di Castiglia, primo conte di Castañeda.
Con il secondo matrimonio di Leonor de la Vega con Diego Hurtado de Mendoza ammiraglio e alcalde mayor della Marindad de las Asturias de Santillana, iniziò l'espansione dei Mendoza. Il figlio Íñigo López de Mendoza continuò l'opera iniziata dal padre contrapponendosi ai Manrique, lotta che terminò con la vittoria di Iñigo, al quale Giovanni II di Castiglia nel 1444 concesse il titolo di marchese di Santillana, con i domini relativi fra i quali c'era anche la valle del Carriedo.
L'espansione dei Mendoza scontentò le popolazioni della valle che politicamente, giudiziariamente e militarmente erano in regime di realengo cioè di dipendenza diretta dal re dal quale si recarono per denunciare l'appropriazione da parte del marchese di poteri reali ed anche di quelli amministrativi propri dei consigli le popolari chiedendo il ristabilimento del realengo. Giovanni II rigettò la richiesta ribadendo che il potere era del marchese di Santillana. Ai consigli della valle non rimase altro che rivolgersi al tribunale di Valladolid, si tenne così il cosiddetto Pleito Viejo cui seguì il Pleito de los Valles perché sull'esempio della valle di Carriedo anche tutte le altre valli soggette al potere del marchese attivarono un nuovo processo in cui chiedevano la restaurazione del realengo. Il processo osteggiato in tutti i modi dai Mendoza si concluse con la vittoria delle valli nel 1546. Fu ristabilito il realengo e Selaya fece parte della provincia de nueve villas.
Nel cosiddetto "Triennio liberale" (1820-1823) la valle del Carriedo si divise in quattro comuni costituzionali di Selaya, Saro, Villacarriedo e Villafufre. Iniziò così la vita autonoma nei suoi confini attuali del comune di Selaya che appartenne al distretto giudiziario (partido judicial) prima di Castañeda, poi di Villacarriedo, poi di Santander e infine, dal 1992, a quello di Medio Cudeyo, dov'è tuttora.

## Monumenti e luoghi d'interesse
- Necropoli di tombe dei secoli IX e X.
- San Juan Bautista, chiesa del XVI secolo modificata nel 1742 a Selaya.
- Ermita de la Virgen de Valvanuz, santuario del XVII secolo a Selaya
- Ermita de san Bartolomé, del XVII secolo vicina al Pico Giniro.
- Ermita de San Roque, a La Collina del XVII secolo.
- Ermita de San Esteban, a Seraya del XVII secolo.
- Ermita de Nuestra Señora de las Nieves, a Pisueña del 1850.
- Palacio de Donadio, a Selaya del XVII secolo.
- Casa de Abascal Zorriela, a Selaya del XVIII secolo.
- Casa de Miera, a Selaya del XVIII secolo.
- Casa del marquéz de Villalcazar, a Selaya del 1737.

## Feste
Il 15 agosto a Selaya al Santuario della Virgen de Valvanuz si svolge una festa fra le più popolari di Cantabria che si prolunga poi per alcuni giorni con gare di salto pasiego, salto con l'asta di nocciolo flessibile usato dai pastori per superare rapidamente i muri in sassi che recingono i pascoli o altri ostacoli, gare di bolos bocce di legno, concorsi di danze tradizionali, esibizione di costumi tipici locali e gare podistiche.
Altre feste sono Nuestra Señora de las Nieves a Pisueña il 5 agosto, con romeria (pellegrinaggio), colazione campestre, concorsi vari e Verbena (festa notturna), San Roque, il 16 agosto a Selaya con eventi religiosi, sportivi e musicali, San Esteban il 26 dicembre a Selaya e San Juan Bautista il 24 giugno a Selaya.